# Henk Krol

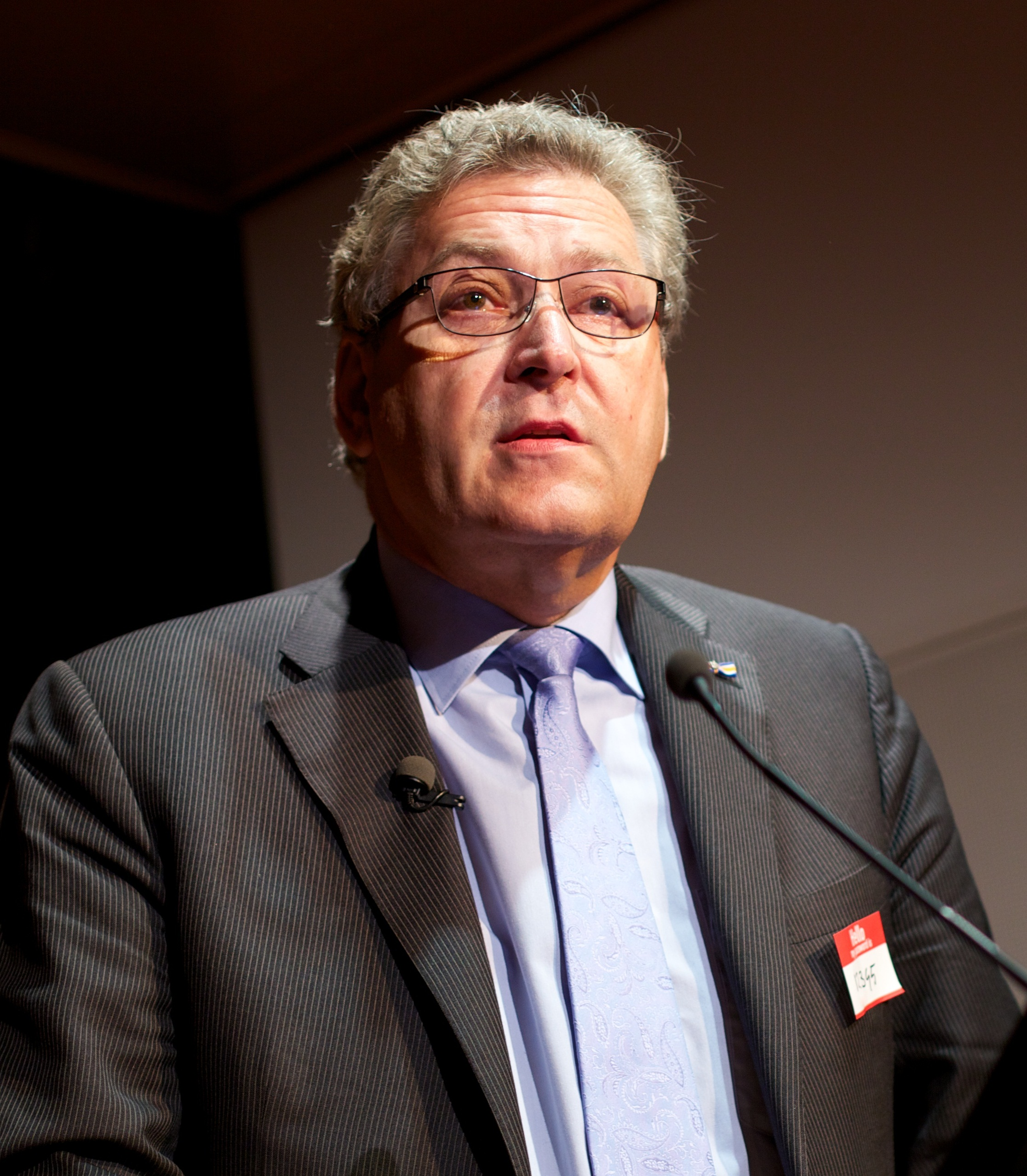
Henk Krol, 2013

Henricus Cornelis Maria „Henk“ Krol (* 1. April 1950 in Tilburg) ist ein niederländischer Politiker, Journalist und LGBT-Aktivist.

## Leben
Krol studierte in Amsterdam Psychologie. Seit seiner Studienzeit arbeitete er als Journalist für den öffentlich-rechtlichen Radiosender VPRO und für die öffentlich-rechtliche Rundfunkanstalt TROS. Er veröffentlichte auch Beiträge in Tageszeitungen. 1977 wurde er Mitglied der rechtsliberalen Volkspartij voor Vrijheid en Democratie (VVD). Krol war von 1978 bis 1985 Pressesprecher ihrer Fraktion in der Zweiten Kammer der Generalstaaten. 1979 gründete er die LGBT-Zeitschrift Gay Krant, für die er bis 2013 als Chefredakteur tätig war. Er war einer der Initiatoren der gleichgeschlechtlichen Ehe in den Niederlanden. Von 2011 bis 2012 war Krol für die Partei 50PLUS Abgeordneter und Fraktionsvorsitzender im Provinzparlament Nordbrabant. 2012 wurde er zum Abgeordneten der Zweiten Kammer und zum Fraktionsvorsitzenden dieser Partei gewählt.
Krol ist verheiratet.

## Preise und Auszeichnungen (Auswahl)
- Jos-Brink-Preis, 2009[4]
- Ritter des Orden von Oranien-Nassau